# Aberin
Aberin és un municipi de Navarra, a la comarca d'Estella Oriental, dins la merindad d'Estella. Limita al nord amb Aiegi i Lizarra, a l'oest amb Villatuerta i Oteiza i a l'oest amb Morentin i Deikaztelu. Està format pels indrets de Muniáin de la Solana, Aberin, el caseriu d'Arínzano i el despoblat d'Echávarri.

## Demografia
| Evolució demogràfica                              | Evolució demogràfica | Evolució demogràfica | Evolució demogràfica | Evolució demogràfica | Evolució demogràfica | Evolució demogràfica | Evolució demogràfica | Evolució demogràfica | Evolució demogràfica | Evolució demogràfica |
| 1996                                              | 1998                 | 1999                 | 2000                 | 2001                 | 2002                 | 2003                 | 2004                 | 2005                 | 2006                 | 2007                 |
| ------------------------------------------------- | -------------------- | -------------------- | -------------------- | -------------------- | -------------------- | -------------------- | -------------------- | -------------------- | -------------------- | -------------------- |
| 365                                               | 353                  | 361                  | 362                  | 356                  | 355                  | 344                  | 327                  | 328                  | 331                  | 343                  |
| Fonts: Aberin i Institut d'Estadística de Navarra |                      |                      |                      |                      |                      |                      |                      |                      |                      |                      |

## Personatges cèlebres
- José Solchaga (1881-1953): militar destacat en la Guerra Civil espanyola.
- Amadeo Sánchez de Muniain (1933-1996): polític d'UPN i parlamentari navarrès.